# Janetaescincus
Janetaescincus ist eine auf den Seychellen endemische Skinkgattung. Sie besteht aus den Arten Janetaescincus veseyfitzgeraldi und Janetaescincus braueri, die ursprünglich den Gattungen Amphiglossus und Scelotes zugeordnet wurden. Der US-amerikanische Herpetologe Allen Eddy Greer schuf diese Gattung im Jahre 1970 und benannte sie nach seiner jüngeren Schwester Janet. Manche Autoren, wie der britische Zoologe Anthony Cheke halten Janetaescincus für monogenerisch mit Janetaescincus braueri als einziger Art. Dies ist jedoch nicht allgemeingültig anerkannt. 

## Merkmale
Janetaescincus weist Ähnlichkeiten mit den Gattungen Gongylomorphus und Pamelaescincus auf. Von allen anderen Skinkgattungen unterscheidet sich Janetaescincus darin, dass das Gaumenbein und die Gaumenäste auf dem Flügelbein hinten begrenzt sind. Von der Gattung Gongylomorphus unterscheidet sich Janetaescincus in der Anzahl der Schuppenreihen um die Körpermitte (22 bis 24 bei Janetaescincus, 30 bis 38 bei Gongylomorphus) und durch die Anzahl der Finger (vier bei Janetaescincus, fünf bei Gongylomorphus). Bei Janetaescincus fehlt zudem das Scheitelschild und die Brille am unteren Augenlid. Die runde äußere Ohrenöffnung ist bei Janetaescincus kleiner als bei Gongylomorphus und Pamelaescincus.

## Verbreitung, Lebensraum und Status
Janetaescincus braueri kommt auf Mahé and Silhouette vor, Janetaescincus veseyfitzgeraldi auf Mahé, Silhouette, Curieuse, Félicité, La Digue und Frégate. Beide Arten bewohnen unberührte Wälder und sind in ihrem Bestand auf Grund der Nachstellung durch eingeführte Große Tenreks sowie durch Lebensraumverlust stark gefährdet.